# Oobius rudnevi
Oobius rudnevi är en stekelart som först beskrevs av Maksymilian Nowicki 1928.  Oobius rudnevi ingår i släktet Oobius och familjen sköldlussteklar. Inga underarter finns listade i Catalogue of Life.